# Низовой (посёлок)
Низово́й — посёлок в Советском районе Ростовской области.
Входит в состав Чирского сельского поселения.

## Население
| 2010 |
| ---- |
| 97   |

## Улицы
В поселке имеется одна улица — Степная.